# Spotswood
Spotswood és una població dels Estats Units a l'estat de Nova Jersey. Segons el cens del 2006 tenia 8.179 habitants.

## Demografia
Segons el cens del 2000, Spotswood tenia 7.880 habitants, 3.099 habitatges, i 2.163 famílies. La densitat de població era de 1.311,4 habitants/km².
Dels 3.099 habitatges en un 29,4% hi vivien nens de menys de 18 anys, en un 57% hi vivien parelles casades, en un 9,1% dones solteres, i en un 30,2% no eren unitats familiars. En el 26,5% dels habitatges hi vivien persones soles el 15,6% de les quals corresponia a persones de 65 anys o més que vivien soles. El nombre mitjà de persones vivint en cada habitatge era de 2,54 i el nombre mitjà de persones que vivien en cada família era de 3,1.
Per edats la població es repartia de la següent manera: un 22,4% tenia menys de 18 anys, un 6,8% entre 18 i 24, un 30,1% entre 25 i 44, un 23,4% de 45 a 60 i un 17,4% 65 anys o més.
L'edat mediana era de 40 anys. Per cada 100 dones de 18 o més anys hi havia 89,9 homes.
La renda mediana per habitatge era de 55.833 $ i la renda mediana per família de 73.062 $. Els homes tenien una renda mediana de 45.979 $ mentre que les dones 35.859 $. La renda per capita de la població era de 25.247 $. Aproximadament el 2,6% de les famílies i el 4,3% de la població estaven per davall del llindar de pobresa.

## Poblacions més properes
El següent diagrama mostra les poblacions més properes.